# Emil Ludwig Schmidt
Emil Ludwig Schmidt (Obereichstätt (Alta Baviera), 7 d'abril, 1837 - Jena (Turingia), 2 d'octubre, 1906), va ser un antropòleg i etnòleg alemany.

## Trajectòria
Emil Ludwig va néixer com a fill de l'enginyer metal·lúrgic Johann Georg Schmidt (* 6 de desembre de 1804 a Zeppenfeld; † 27 d'octubre de 1876 a Oertelsbruch/Turíngia) i de la seva dona Katharina Mariane Jakobine Metzler (* 8 d'abril de 1803 a Johannisburg/Westerwald, prop de Nenderwald, 8 de març de 1872; Hockeroda), amb qui es va casar el 7 de gener de 1834 a Weilburg/Lahn. Schmidt va començar els seus estudis a Jena i Bonn el 1857. El 1861 se li va concedir el doctorat. med. i phil. es va doctorar a la Universitat de Berlín. El 1862 va ser inicialment ajudant de la clínica quirúrgica de Bonn, abans de ser nomenat director de l'Hospital Alfried Krupp d'Essen i metge de família de l'hipocondríac Alfred Krupp el mateix any. El 1869–1870 i el 1876, Schmidt va emprendre viatges d'investigació antropològica a Amèrica del Nord i el 1875 a Egipte. El 1885 va rebre la seva habilitació a la Universitat de Leipzig; Va ser el primer en el camp de l'antropologia a Alemanya. El 1889 va ser nomenat professor extraordinari d'antropologia i etnologia, i el 1896 hi va ser nomenat professor honorari. De 1889 a 1890 va emprendre un altre viatge de recerca al sud de l'Índia i Ceilan. De 1895 a 1900 va ser membre extraordinari de la "Royal Saxon Society of Sciences".
El 1900, Schmidt va donar la seva col·lecció antropològica de més de 1.000 cranis a la Universitat de Leipzig. A l'ala transversal de la sala de dissecció de la Universitat de Leipzig, l'anomenada "Galeria de cranis" amb una extensa col·lecció de cranis antropològic es troba com a part de la col·lecció didàctica d'exemplars macroscòpics de l'Institut d'Anatomia. Consisteix essencialment en la donació de Schmidt. Originalment volia donar la seva valuosa col·lecció a l'Institut d'Anatomia. Tanmateix, per un desacord amb Wilhelm His, el llavors director, la col·lecció va passar a la Facultat de Filosofia l'any 1901. Posteriorment es va fusionar amb la Col·lecció Carus i es va fer càrrec de l'Institut d'Anatomia l'any 1918. El 1930 es va traslladar a l'Institut Etnològic-Antropològic. Avui les dues col·leccions es troben al Museu d'Anatomia de Leipzig. La col·lecció de cranis inclou: 1068 cranis dels 5 continents, 135 caps de mòmies, 60 motlles de cranis prehistòrics de la col·lecció Schmidt i 170 calaveres i motlles de guix de la col·lecció Carus.

## Obres principals
- Die ältesten Spuren des Menschen in Nordamerika, Hamburg 1887
- Anthropologische Methoden, Leipzig 1888
- Die Vorgeschichte Nordamerikas im Gebiete der Vereinigten Staaten, Braunschweig 1894
- Reise in Süd-Indien, Leipzig 1894
- Ceylon, Berlin 1897

## Família
Schmidt es va casar amb Cäcilie Eleonore Charlotte Overbeck (* 4 de novembre de 1856 a Leipzig; † 16 d'agost de 1921 a Jena) el 3 de setembre de 1890 a Leipzig, filla de l'arqueòleg clàssic Johannes Overbeck (1826–1895) i de la seva dona (1826–1895) i de la seva dona a Goldfus 8290 a prop de Bonn; † 25 de novembre de 1899 a Leipzig), amb qui es va casar el 24 d'agost de 1853 a Bonn. El matrimoni va tenir un fill, Erich Johannes Rudolf Schmidt (* 6 de setembre de 1891 a Leipzig), Dr. phil. Arqueòloga a Stuttgart, ⚭ el 23 de maig de 1923 a Richtenberg/Vorpommern amb Anna Elisabeth Romberg (* 4 de març de 1899 a Berlín), filla del pastor d'Erlau, prop de Schleusingen, Otto Friedrich Romberg i la seva dona Maria Magdalena Pirscher.